# Moussa Sow
Moussa Sow (Mantes-la-Jolie, 1986. január 19. –) francia származású szenegáli labdarúgó.

## Pályafutása
A Rennes csapatában kezdte profi karrierjét 2006-ban.  2007/2008-ban kölcsönben a francia másodosztályban szereplő Sedan csapatához került.
2010. június 28-án a Lille OSC csapatába szerződött három évre. Egykori csapata a Rennes ellen debütált, 1-1-re végződő mérkőzésen. A 2010-11-es francia első osztály gólkirálya lett 25 góllal.

### Válogatott
2009. szeptember 5-én debütált a Szenegál színeiben Angola ellen.

## Statisztika

### Góljai a válogatottban
| #  | Dátum               | Helyszín   | Ellenfél          | Gól | Eredmény | Kiírás                                      |
| -- | ------------------- | ---------- | ----------------- | --- | -------- | ------------------------------------------- |
| 1. | 2010. szeptember 5. | Lubumbashi | Kongói DK         | 1–0 | 4–0      | 2012-es afrikai nemzetek kupája (selejtező) |
| 2. | 2010 október 9.     | Dakar      | Mauritius         | 4–0 | 7–0      | 2012-es afrikai nemzetek kupája (selejtező) |
| 3. | 2011. február 11.   | Dakar      | Guinea            | 2–0 | 3–0      | Barátságos mérkőzés                         |
| 4. | 2011. szeptember 3. | Dakar      | Kongói DK         | 1–0 | 2–0      | 2012-es afrikai nemzetek kupája (selejtező) |
| 5. | 2011. szeptember 3. | Dakar      | Kongói DK         | 2–0 | 2–0      | 2012-es afrikai nemzetek kupája (selejtező) |
| 6. | 2012. január 25.    | Bata       | Egyenlítői-Guinea | 1–1 | 2–1      | 2012-es afrikai nemzetek kupája             |

## Sikerei, díjai

### Klub
Lille
- Ligue 1 bajnok: 2011
- Francia kupa: 2011
- Ligue 1 gólkirály: 2011

## Fordítás
Ez a szócikk részben vagy egészben  a   Moussa Sow című angol Wikipédia-szócikk fordításán alapul.  Az eredeti cikk szerkesztőit annak laptörténete sorolja fel. Ez a jelzés csupán a megfogalmazás eredetét és a szerzői jogokat jelzi, nem szolgál a cikkben szereplő információk forrásmegjelöléseként.